# 츠비카우
츠비카우(독일어: Zwickau)는 독일 동부 작센주에 있는 도시이다. 인구 95,089(2008).
작센주 남부, 에르츠산맥 기슭의 물데강 연안에 있다. 동북쪽의 켐니츠와 함께 중요한 광공업도시로 알려져 있다. 이 지역에는 슬라브족이 7세기에 처음 정착했으며, 10세기에 게르만족이 기독교를 전파했다. 1118년 교역 장소로 문헌에 처음 언급되었고, 1212년 시 특권을 얻었다. 1290년 제국 자유 도시가 되었으나, 14세기에 마이센 변경백에 넘어갔다가 15세기에 작센의 영토가 되었다. 이 곳은 16세기 종교 개혁 운동의 한 중심지이다. 마르틴 루터의 종교 개혁을 비텐베르크에 이어 두 번째로 받아들였다. 그러나 1520년, 급진적 개혁 운동가 토마스 뮌처가 이 도시에서 활동하며 루터 사상과 대립하다가 추방당했다. 그 후 이 곳은 재세례파 운동의 발상지가 되었으나, 재세례파는 탄압을 받았다.
부근에는 은·철·석탄이 풍부하여 예로부터 광업이 이루어졌으며, 19세기 이후 탄광업과 관련 공업이 크게 발달하였다. 1901년 아우디의 전신인 호르히의 자동차가 이 도시에서 처음 생산된 이후 자동차 공업의 중심지가 되었다. 제2차 세계대전으로 큰 피해를 입었으며, 전쟁 후 이 지역은 동독에 속하게 되었고, 아우디는 본거지를 서독 지역으로 옮겼다. 산업 재건에 나선 동독 정부는 이 곳을 다시 자동차 공업 중심지로 육성하여 트라반트 601 자동차를 생산하였다. 한편 오랫동안 탄광의 중심지였던 이 곳은 1970년대에 탄광이 폐쇄되어 어려움에 처했고, 1990년에 통일된 이후 트라반트 601도 생산이 중단되어 더욱 곤란을 겪었다. 트라반트가 생산되었던 츠비카우 공장은 폭스바겐이 인수했으며, 페이톤을 생산했던 드레스덴 공장과 더불어 작센주 내에 있는 폭스바겐의 생산공장이다. 현재 츠비카우에서는 iD 시리즈같은 폭스바겐의 전기자동차가 생산 중이다.
중세 시대의 성당과 시청사·게반트하우스 등 옛 건물이 남아 있다. 1810년 작곡가 로베르트 슈만이 이 도시에서 태어났다. 슈만 기념 박물관이 있다. 호르히의 자동차가 생산된 공장은 아우구스트 호르히 박물관으로 조성되어 있다.

## 인구
| 연도                               | 인구    | ±%      |
| ---------------------------------- | ------- | ------- |
| 1462                               | 3,900   | —       |
| 1530                               | 7,677   | +96.8%  |
| 1640                               | 2,693   | −64.9%  |
| 1723                               | 3,753   | +39.4%  |
| 1800                               | 4,189   | +11.6%  |
| 1840                               | 9,740   | +132.5% |
| 1861                               | 20,492  | +110.4% |
| 1871                               | 27,322  | +33.3%  |
| 1875                               | 31,491  | +15.3%  |
| 1890                               | 44,198  | +40.4%  |
| 1900                               | 55,825  | +26.3%  |
| 1905                               | 68,502  | +22.7%  |
| 1910                               | 73,542  | +7.4%   |
| 1925                               | 80,358  | +9.3%   |
| 1933                               | 84,701  | +5.4%   |
| 1939                               | 85,198  | +0.6%   |
| 1946                               | 122,862 | +44.2%  |
| 1950                               | 138,844 | +13.0%  |
| 1960                               | 129,138 | −7.0%   |
| 1972                               | 124,796 | −3.4%   |
| 1981                               | 121,800 | −2.4%   |
| 1986                               | 120,900 | −0.7%   |
| 1997                               | 102,100 | −15.6%  |
| 2002                               | 100,892 | −1.2%   |
| 2012                               | 95,089  | −5.8%   |
| 출처: Census data for 1875 to 1939 |         |         |